# Kauri (Nouvelle-Zélande)
La ville de Kauri est une localité située dans la région Northland, dans l'île du Nord de la Nouvelle-Zélande. 

## Situation
La texte=State Highway 1/S H 1 passe à travers le secteur de Kauri. 
La ville de Kamo est située vers le sud, et la ville d'Hikurangi vers le nord  , .
Le mont Parakiore est un dôme volcanique s’élevant à 391 mètres (soit 1283 ft) vers le sud-ouest. 
Il est âgé d’un million d’années et fait partie de la faille du mouillage de Harbour Fault, qui comprend aussi le mont Hikurangi (en) situé près de la ville de Hikurangi, et le Parahaka dans la ville de Whangarei .

## Toponymie
Le secteur était initialement appelé Kaurihohore, et fut colonisé par des immigrants venant de Nouvelle-Écosse en 1856  , .

## Éducation
L’école de Kaurihohore School est une école mixte, contribuant au primaire, allant des années 1 à 6 avec un taux de taux de décile de 7  et un effectif de 198 élèves en mars 2019).
L’école a célébré son  125e jubilé  en 2002 .